# FC Preussen 07 Hameln
Maillots
Dernière mise à jour : 4 mai 2011.
Le FC Preussen 07 Hameln est un club allemand de football, localisé à Hameln, en Basse-Saxe.
Le club fut reconstitué avec les équipes de jeunes à la suite de la faillite, survenue en 2010, du SpVgg Preussen 07 Hameln. Ce club était l’aboutissement de plusieurs fusions ou regroupements antérieurs.

## Repères historiques
- 1907 – fondation du SAXONIA HAMELN.
- 1910 – fondation du FUSSBALL CLUB OLYMPIA HAMELN.
- 1912 – fondation du VEREIN für BEWEGUNGSPIEL HAMELN.
- 1913 – fondation du FUSSBALL CLUB BORUSSIA HAMELN.
- 1920 – fondation du SPORT CLUB PREUSSEN HAMELN.
- 1921 – fusion entre VEREIN für BEWEGUNGSPIEL HAMELN, FUSSBALL CLUB BORUSSIA HAMELN et SPORT CLUB PREUSSEN HAMELN pour former le VEREIN für BEWEGUNGSPIEL PREUSSEN HAMELN.
- 1925 – fusion entre VEREIN für BEWEGUNGSPIEL PREUSSEN HAMELN et FUSSBALL CLUB OLYMPIA HAMELN pour former HAMELNER SPORTVEREINIGUNG.
- 1928 – fondation de SPORT CLUB GRÜN-WEISS HAMELN.
- 1928 – fusion entre SAXONIA HAMELN et HAMELNER SPORTVEREINIGUNG pour former HAMELNER SPORTVEREINIGUNG SAXONIA 1907.
- 1928 – À la suite de désaccords quant à la fusion avec le SAXONIA HAMELN, certains membres du HAMELNER SPORTVEREINIGUNG s’unirent avec le SPORT CLUB GRÜN-WEISS HAMELN pour reprendre le nom de VEREIN für BEWEGUNGSPIEL HAMELN.
- 1933 - VEREIN für BEWEGUNGSPIEL HAMELN changea son appellation en FUSSBALL CLUB PREUSSEN 1912 HAMELN.
- 1945 – Tous les clubs furent dissous par les Alliés.
- 1945 – reconstitution du FUSSBALL CLUB OLYMPIA HAMELN.
- 1946 - FUSSBALL CLUB OLYMPIA HAMELN fut rejoint par d’anciens membres du HAMELNER SPORTVEREINIGUNG SAXONIA 1907 et prit le nom de SPIELVEREINIGUNG HAMELN 07.
- 1949 - SPIELVEREINIGUNG HAMELN 07 fut rejoint par d’anciens membres du FUSSBALL CLB PREUSSEN 1912 HAMELN et prit le nom de SPIELVEREINIGUNG PREUSSEN 07 HAMELN.
- 2010 - SPIELVEREINIGUNG PREUSSEN 07 HAMELN fut déclaré en faillite. Avec ses équipes de jeunes, le club fut reconstitué sous l’appellation de  FUSSBALL CLUB PREUSSEN 07 HAMELN.

## Histoire

### De 1907 à 1945
Le premier club fondé dans la localité de Hameln fut le Saxonia Hameln en 1907.
Dans les années suivantes (voir ci-dessus), d’autres cercles virent le jour: FC Olympia Hameln (1910), VfB Hameln (1912), FC Borussia Hameln (1913), puis le SC Preussen Hameln (1920).
En 1921, intervint une première fusion. Le VfB1, le FC Borussia et le SC Preussen s’unirent pour former le VfB Preussen Hameln. Quatre ans plus tard, le club fut rejoint par le FC Olympia et forma le Hamelner Sportvereinigung ou Hamelner SpVgg.
En 1928, un nouveau club fut fondé, le SC Grün-Weiss Hameln. La même année, le Hamelner SpVgg fusionna avec le Saxonia Hameln pour former le Hamelner SpVgg Saxonia 07. Cette fusion ne fit pas que des heureux. D’anciens membres s’en allèrent et s’unirent avec le Grün Weiss pour reformer le VfB Hameln. En 1933, ce club changea son appellation en FC Preussen 1912 Hamel.
Tous ces clubs et clubs fusionnés ne jouèrent aucun rôle déterminants dans les plus hautes ligues régionales, et aucun n’accéda à la Gauliga Niedersachsen.
En 1945, tous les clubs furent dissous par les Alliés, comme tous les clubs et associations allemands (voir Directive n°23).

### SpVgg Preussen 07 Hameln

ancien logo du SpVgg Preussen 07 Hameln

Le FC Olympia fut reconstitué dès 1945. L’année suivante, le Hamelner SpVgg Saxonia 07 furtivement reconstitué fusionnèrent avec le FC Olympia et formèrent le Spielvereinigung 07 Hamel ou SpVgg Hameln 07.
En 1948, le SpVgg Hameln 07 remporta son groupe en Landesliga Niedersachsen et monta en Verbandsliga Niedersachsen, une des ligues régionales située à cette époque au 2e rang directement sous l’Oberliga Nord.
En 1949, le club fusionna avec le FC Preussen 1912, reconstitué entre-temps. Ensemble, ils formèrent le Spielvereinigung Preussen 07 Hameln ou SpVgg Preussen 07 Hameln.
Le SpVgg Preussen 07 évolua jusqu’en 1964 au 2e niveau de la hiérarchie, soit dans la Amateure-Oberliga Ost, soit dans la Amateure-Oberliga West. Son meilleur classement fut une place de vice-champion en 1950.
En 1963, lors de la création de la Bundesliga et de la Regionalliga Nord, le club se retrouva au 3e niveau. En 1965, le club recula au niveau 4, en Verbandsliga Nierdersachsen, Groupe Süd.
En 1971, le SpVgg Preussen 07 Hameln monta en Landesliga Niedersachsen, soit au 3e niveau. Trois ans plus tard, champion, le Preussen 07 fut qualifié pour devenir une des fondateurs de l’Oberliga Nord, une ligue instaurée au 3e rang en même temps qu’était créée la 2. Bundesliga.
En 1977, le SpVgg Preussen 07 se qualifia pour participer au tour final pour la montée en 2. Bundesliga Nord, mais il fut éliminé dès le tour préliminaire par le SV Arminia Gütersloh.
Le club évolua encore quatre saisons en "Oberliga", puis descendit en Verbandsliga Niedersachsen (niveau 4). Après une seconde relégation consécutive, il se retrouva en Landesliga Niedersachsen. Il y joua soit dans le Groupe Ost, soit dans le Groupe West.
Champion en 1986, le cercle retrouva la Verbandsliga Niedersachsen (niveau 4) où il séjourna jusqu’en 1993. Cette année-là, il termina vice-champion et via le tour final gagna sa place en Oberliga Nord. Il ne put y éviter la dernière des 18 places la saison suivante et ne fut donc pas repris pour faire partie de la nouvelle Regionalliga Nord. Il fut reversé en Oberliga Bremen/Niedersachsen, au 4e niveau.
En 1996, le SpVgg Preussen 07 Hameln ne put éviter une deuxième relégation de suite et chuta en Niedersachsenliga (niveau 5). Il y évolua quatre saisons. Empêtré dans les problèmes financiers, le club retira son équipe de la compétition et recommença en Kreisliga soit au 9e niveau en 2000.
Le SpVgg Preussen 07 termina 2e deux saisons de suite puis remporta le titre en 2003 et monta en Bezirksklasse (niveau 8). Il y fut immédiatement champion et accéda à la Bezirksliga (niveau 7) en vue de la saison 2004-2005.
Obtenant deux deuxièmes places consécutives, le cercle réussit via le tour final à monter en Landesliga Niedersachsen en 2006. Champion en 2008, le club monta en Oberliga Niedersachsen (niveau 5).
Mais la belle remontée dans la hiérarchie avait mis les finances du club en péril. À l’automne 2010, le SpVgg Preussen 07 Hameln fut déclaré en faillite et disparut.

### FC Preussen 07 Hameln
Rapidement autour de la sélection "Juniors" de l'ancien cercle, un nouveau club fut reconstitué et baptisé FC Preussen 07 Hameln.
En 2010-2011, le FC Preussen 07 Hameln n’aligne pas d’équipe "Premières".
Un projet a été confié à l'entraîneur Dirk Heyder. Le but visé est d’inscrire une équipe "Premières" (en Allemand: "1. Herren") en 3. Kreisklasse, soit au 11e niveau de la hiérarchie de la DFB et de jouer la montée.

## Palmarès
- Champion de la Landesliga Niedersachsen (III): 1948.
- Vice-champion de la Amateur Oberliga, Groupe West (II): 1950.
- Champion de la Verbandsliga Nierdersachsen, Groupe Süd (IV): 1971.
- Champion de la Landesliga Nierdersachsen (III): 1973.
- Champion de la Landesliga Nierdersachsen, Groupe Ost (V): 1986.
- Vice-champion de la Verbandsliga Nierdersachsen (IV): 1993.
- Champion de la Kreisliga (IX): 2003.
- Champion de la Bezirksklasse (VIII): 2004.
- Vice-champion de la Bezirksliga (VII): 2005, 2006.
- Champion de la Landesliga Niedersachsen (VI): 2008.